# Ben 10 Ultimate Alien: Cosmic Destruction
Ben 10 Ultimate Alien: Cosmic Destruction (с англ. — «Бен 10: Инопланетная Сверхсила: Космическое Разрушение») — компьютерная игра, сделанная по мотивам мультсериала «Бен 10: Инопланетная Сверхсила». Игра была разработана Papaya Studio и Griptonite Games, и издана компанией D3 Publisher 5 октября 2010 года в Северной Америке, 10 января 2011 года в Австралии и на следующий день в Европе.

## Сюжет
В центре сюжета — 16-летний Бен Теннисон (англ. Ben Tennyson), обладающий космическими часами — Ультиматриксом (англ. Ultimatrix), его сестра Гвен, и их общий друг — Кевин Левин.
Враги Бена — Псифон, бывший помощник главного злодея всей серии Вилгакса, и Альбедо хотят найти артефакт Галвинов, чтобы уничтожить Землю и отомстить Бену, поэтому Бен старается найти древний инопланетный артефакт, который поможет спасти человечество от таинственного космического шторма.

## Игровой процесс
В распоряжении Бена имеется 16 инопланетных героев, включая Ульти-Крылатого, Ульти-Обезьяна-Паука, Ульти-Эхо-Эхо, Ульти-Пламенного, Ульти-Гумангозавра, Силача (PS3) и Рэта (Xbox 360). Вместе с героем игрок отправляется в знаменитые места Земли, включая Париж, Токио, Китай и Рим, в поисках артефакта.

## Оценки
| Иноязычные издания | Иноязычные издания |
| Издание            | Оценка             |
| ------------------ | ------------------ |
| Cheat Code Central | [ 2 ]              |
| Digital Chumps     | 68/100             |
| Eurogamer Italy    | 5/10               |

Джеймс Трухильо из Cheat Code Central назвал графику игры уступающей прочих консольным играм даже по меркам 2010 года. Он негативно высказался о низком качестве озвучки, а головоломки назвал ужасно простыми и иногда разочаровающими. Однако само прохождение игры Джеймс назвал весёлым. Один из журналистов сайта Digital Chumps Стивен МакГихи считает, что Cosmic Destruction выглядит неплохо, но не впечатляюще. Стивену не понравились неуклюжие движения персонажей и проблемы с частотой кадров. МакГихи понравился игровой процесс, прежде всего, из-за режима игры от третьего лица. Даниэль Куккьярелли из итальянского отдела Eurogamer назвал игру подходящей только для фанатов Бена-10, а остальным предложил отказаться от её прохождения. Критик Джек Арнотт из The Guardian в своей рецензии версии игры для Xbox 360 так же высказался плохо о графике игры, однако назвал функцию перевоплощения Бена Теннисона разнообразной.